# ميتا-زيلين
ميتا-زيلين هو هيدروكربون عطري وهو واحد من المتزامرات الثلاثة من ثنائي ميثيل البنزين المعروفة بشكل جماعي باسم زيلين. تشير السابقة ميتا إلى أن مجموعتي الميثيل في الزيلين تحتل الموضعين 1 و 3 على حلقة البنزين. ويختلف عن المتزامرات الأخرى، o-زيلين و p-زيلين. ومع ذلك فإن كل لها نفس الصيغة الكيميائية C6H4 (CH3) 2. وجميع متزامرات زيلين عديمة اللون وقابلة للاشتعال للغاية.

## الاستخدام والإنتاج
يحتوي البترول على حوالي 1٪ من الزيلين.
الاستخدام الرئيسي للميتا-زيلين هو في إنتاج حمض إيسوفثاليك، والذي يستخدم كمونومر مشترك لتغيير خصائص البولي إيثيلين تيريفثالات. تحويل الزيلين إلى حمض إيسوفثاليك ينطوي على الأكسدة الحفازة. تستخدم ميتا-زيلين أيضاًكمادة خام في صناعة 2،4- و 2،6-زيليدين فضلا عن مجموعة من المواد الكيميائية الأصغر حجماً.